# 微熱 (MOON CHILDの曲)
「微熱」（びねつ）は、MOON CHILDのシングル。

## 概要
- CDエクストラ仕様。

## 収録曲
| 全作詞・作曲: 佐々木収、全編曲: Moon Child・今井裕。 |                                         |          |            |
| #                                                    | タイトル                                | 作詞     | 作曲・編曲 |
| 1.                                                   | 「微熱」                                | 佐々木収 | 佐々木収   |
| 2.                                                   | 「ラヴソング (ハード・ダブ・ミックス)」 | 佐々木収 | 佐々木収   |
| 3.                                                   | 「微熱 (インストゥルメンタル)」         | 佐々木収 | 佐々木収   |

## 収録アルバム
- MY LITTLE RED BOOK (#1、album mix)
- Treasures of MOON CHILD 〜THE BEST OF MOON CHILD〜 (#1、album mix)
- COMPLETE BEST (#1)